# بوزي السيف (بوزي)
بوزي السيف (بالفارسية: بوزی سیف) هي منطقة سكنية تقع في إيران في قسم بوزي الريفي. يقدر عدد سكانها بـ 2,284 نسمة .